# Rasmus Glenthøj
Rasmus Glenthøj (født 1977) er en dansk historiker med speciale i 1800-tallets danske historie. Han er lektor ved Syddansk Universitet i Odense.
Glenthøj er blandt andet kendt for at betone imperiebegrebet i sine analyser af 1800-tallets politiske danske historie.
Han har blandt andet udgivet værket 1864, Sønner af de slagne på Gads Forlag i 2014. Den blev nomineret til Årets historiske bog i 2014. I 2021 var han nomineret igen, denne gang for Union eller undergang : kampen for et forenet Skandinavien, som han har skrevet sammen med Morten Nordhagen Ottosen.